# Kleisidike
Kleisidike (altgriechisch Κλεισιδίκη Kleisidíkē) ist in der griechischen Mythologie eine Tochter des Königs Keleos von Eleusis und der Metaneira.
Zusammen mit ihren Schwestern Kallidike, Demo und Kallithoe begegnet sie der Göttin Demeter am Jungfrauenbrunnen von Eleusis, die dort auf der Suche nach ihrer von Hades geraubten Tochter Persephone in Gestalt einer alten Frau ausruht, und lädt sie in das Haus ihres Vaters ein.